# Charles Gibbs-Smith
Charles Harvard Gibbs-Smith (✰ Londres, 22 de março de 1909;  ✝ Local desconhecido, 03 de dezembro de 1981) foi um polímata e historiador de aeronáutica e aviação britânico.
O seu obituário no The Times o descreve como: "uma autoridade reconhecida no início do desenvolvimento do voo na Europa a na América" Richard P. Hallion o chamou de: "O maior de todos os historiadores do início da aviação".

## Obra
Lista parcial
- The Aircraft Recognition Manual (1944) – formerly Basic Aircraft Recognition
- The Great Exhibition of 1851 (1951). London: Her Majesty's Stationery Office
- The Wright Brothers: A Brief Account of their Work, 1899–1911 (1963). London.
- Sir George Cayley's Aeronautics, 1796–1855 (1962)[6]
- The Invention of the Aeroplane 1799–1909 (1966), London: Faber & Faber.
- A Directory and Nomenclature of the First Aeroplanes 1809 to 1909 (1966). London: Her Majesty's Stationery Office
- Clément Ader – his flight claims and his place in history (1968), London: Science Museum
- Aviation: an historical survey from its origins to the end of World War II (1970; 2nd ed 1985)
- The Bayeux Tapestry (1973), London ; New York, Phaidon ; Praeger
- The Rebirth of European Aviation 1902–1908 (1974). London: Her Majesty's Stationery Office.